# 渕一博
渕 一博（ふち かずひろ、1936年2月16日 - 2006年8月13日）は、第五世代コンピュータ開発で知られる日本の情報工学者。ETL Mark 4Aという日本のコンピュータ黎明期からコンピュータの研究開発に携わってきた。

## 経歴
東京大学時代は当時の駒場で多くがそうだったように学生運動に参加していた。1958年、東京大学工学部応用物理学科を卒業し、通商産業省工業技術院電気試験所（現在の産業技術総合研究所）に入所した。大学4年生のとき、既に実習で電気試験所の高橋茂研究室に行き、開発中の ETL Mark IV の入力ルーチン作成を担当していた。入所直後、高橋茂に Mark IV の改造（磁気コアメモリ対応）を命じられ、命令セットを刷新するなど全面的な再設計を行った。完成した ETL Mark 4A は、その後所内で数年間使用された。Mark VI の設計では、後のキャッシュメモリに相当する「プログラムスタック」を提案している。
1961年、イリノイ大学に留学し、ILLIAC II の命令デコード部の開発を担当し、非同期方式の回路で設計を実現した。帰国後の1964年、IBMがSystem/360を発表すると、通産省はこれに対抗すべく大型プロジェクト制度による超高性能電子計算機の開発を1966年にスタートさせた。これに際して渕らはTSS型オペレーティングシステムの開発を提案し、渕をリーダーとして開発が行われた。
その後、後継の大型プロジェクトであるパターン情報処理システム（1971年 - 1980年）の企画に関わった。その中で研究用コンピュータ環境として異機種接続のマルチコンピュータネットワークを提案し、実現させている。
1972年、音声認識研究室長と推論機構研究室の室長を兼務し、特に人工知能、自然言語処理の研究グループ育成に努めた。1982年、財団法人新世代コンピュータ技術開発機構 (ICOT) の理事兼研究所長に就任し、第五世代コンピュータの開発を指揮した。
1986年 東京大学 工学博士 論文の題は 「音声分析に関する基礎的研究」。
1993年、第五世代コンピュータプロジェクト終了に伴って東京大学工学部電子情報工学科教授となり、1996年には慶應義塾大学理工学部管理工学科教授、2000年には東京工科大学工学部情報工学科教授となった。
2006年8月13日死去。

## 受賞歴
- 1986年 イタリア大統領より国際賞メダル授与
- 1994年 科学技術庁長官賞(科学技術功労者)
- 1995年 人工知能学会業績賞
- 1996年 紫綬褒章
- 1997年 情報処理学会功績賞
- 2004年 日本ソフトウェア科学会フェロー